# Vibo Valentia
Vibo Valentia est une ville italienne de la province de même nom dans la région de Calabre. Son ancien nom était Hipponion.

## Histoire
Capitale de la province, Vibo Valentia domine la partie méridionale du golfe Santa Eufemia. Cette cité élégante au riche patrimoine médiéval fut fondée au  VIe siècle av. J.-C., sous le nom d' Hipponion. La chute de l'Empire romain entraîna de nombreuses invasions et Vibo Valentia fut détruite par les Sarrasins en 983.
Sa renaissance et son épanouissement datent des périodes normande et angevine : la laine et la soie produites à Vibo Valentia furent diffusées dans tout le sud de l'Italie. La cité passa ensuite sous la domination française de Joachim Murat.

## Culture
La vieille ville aux rues étroites bordées d'escaliers et de palais, est dominée par le château normand-souabe, édifié à l'emplacement de l'ancienne acropole au XIIIe siècle. Ce château abrite le musée archéologique national Vito-Capialbi.
Détruite lors d'un tremblement de terre, la Chiesa Santa Maria Maggiore e San Leoluca, devenue cathédrale, date du XVIIe siècle. L'imposant maître-autel est entouré d'un triptyque de Gagini, réalisé au XVIe siècle. Une belle peinture représentant sainte Catherine de Sienne est aussi à signaler.
La Chiesa di Santa Ruba, construite au Xe siècle, est également un joyau de la ville.

### Monuments et lieux d'intérêt
- Le château normand-souabe
- Le musée archéologique national Vito-Capialbi

## Administration
| Période      | Période      | Identité           | Étiquette                                | Qualité                 |
| ------------ | ------------ | ------------------ | ---------------------------------------- | ----------------------- |
| avril 2005   | avril 2010   | Francesco Sammarco | L'Union                                  | maire                   |
| avril 2010   | juin 2015    | Nicola D'Agostino  | PDL                                      | maire                   |
| juin 2015    | janvier 2019 | Elio Costa         | liste civique de centre-droit            | maire                   |
| janvier 2019 | juin 2019    | Giuseppe Guetta    |                                          | commissaire préfectoral |
| juin 2019    | En cours     | Maria Limardo      | FI - FdI - liste civique de centre-droit | maire                   |

### Hameaux
Bivona, Longobardi, Piscopio, Porto Salvo, San Pietro, Vena Inferiore, Vena Superiore, Triparni, Vibo Marina.

### Communes limitrophes
Briatico, Cessaniti, Filandari, Francica, Jonadi, Pizzo, San Gregorio d'Ippona, Sant'Onofrio, Stefanaconi.

## Économie
La ville abrite une cimenterie du groupe Italcementi. Parmi les mass-media, il y a La C, chaîne de télévision privée.

## Sport
La ville dispose de nombreuses installations sportives, dont le stade Luigi-Razza, qui accueille la principale équipe de football de la ville de l'US Vibonese.

## Personnalités liées
- Louiselle (1946-2024), chanteuse, y est née.
- Giovanni Parisi (1967-), champion olympique de boxe.

## Galerie

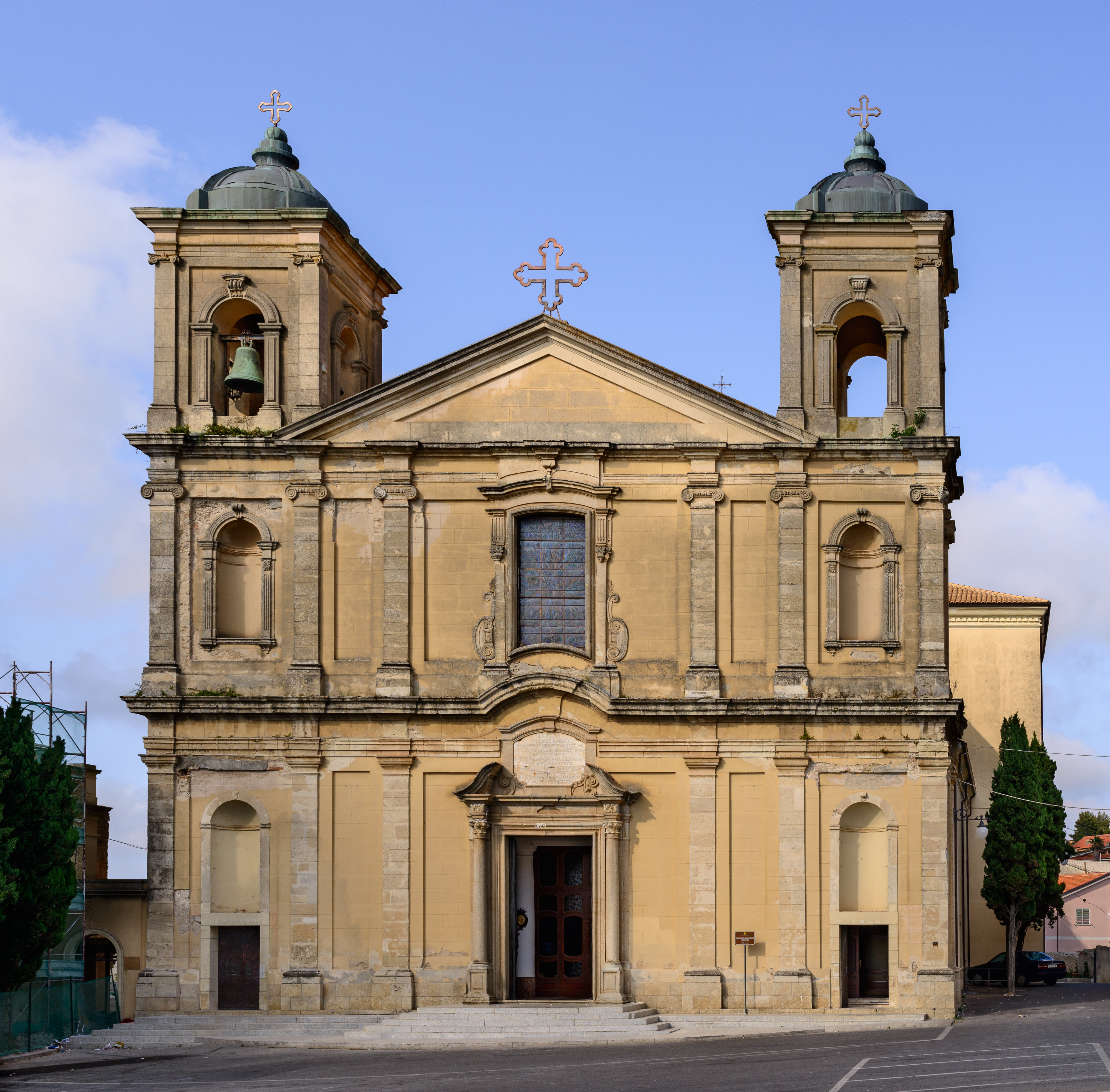
Église dédiée à sainte Marie et saint Léon Luc.
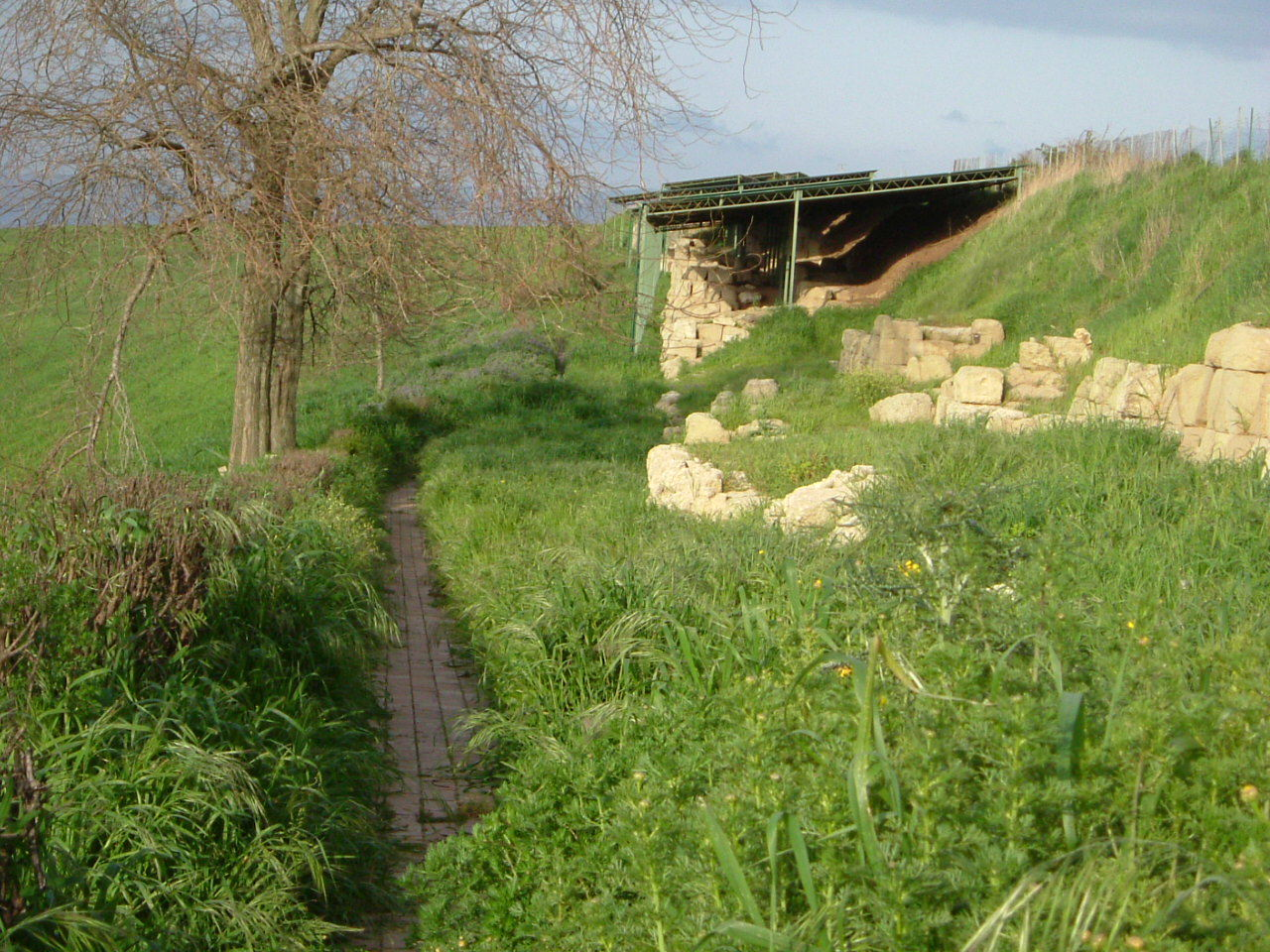
Les anciens murs d'Hipponion.
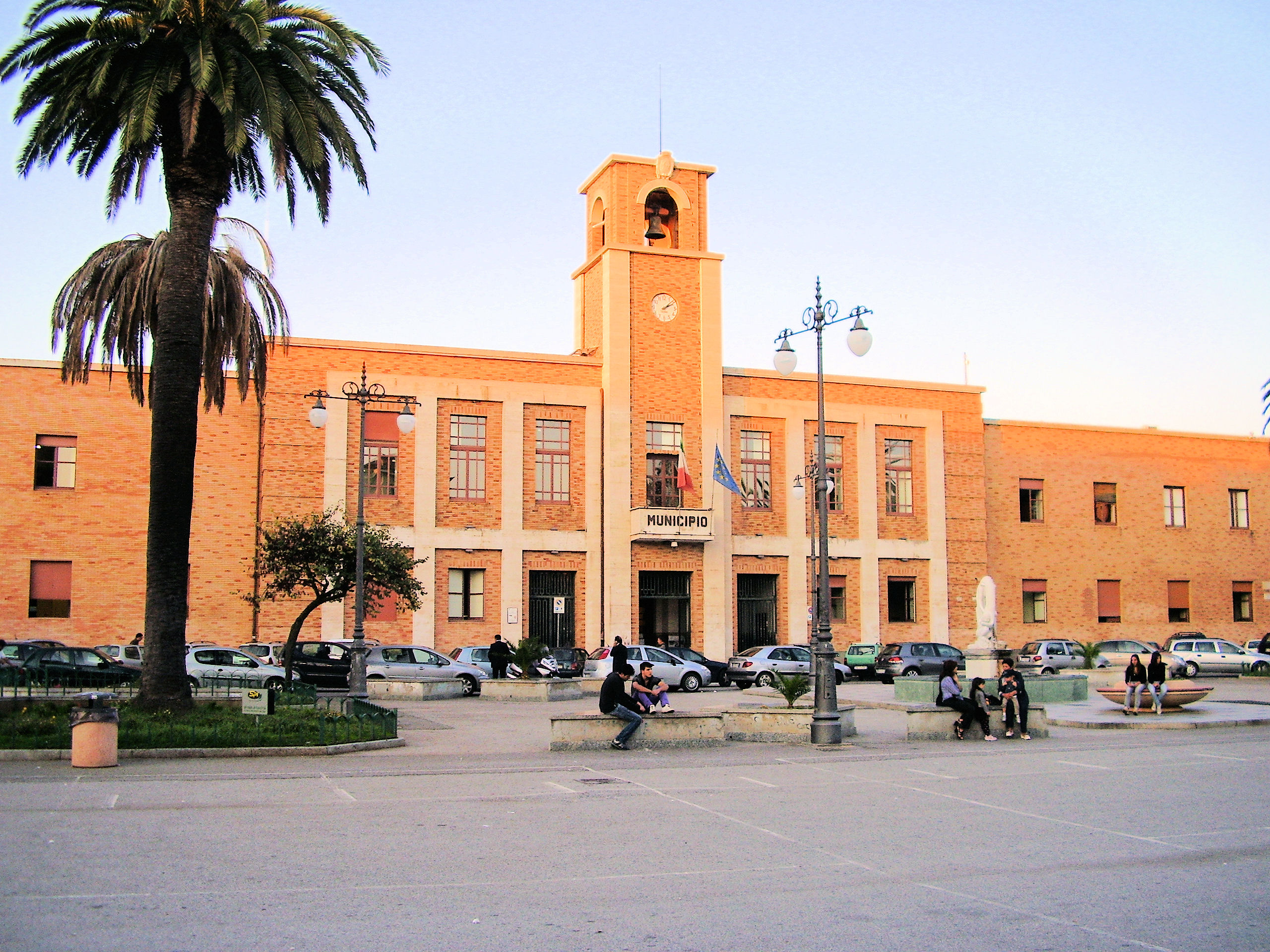
Palais Luigi Razza, hôtel de Ville.